# Cymbasoma similirostratum
Cymbasoma similirostratum är en kräftdjursart som först beskrevs av Isaac 1974.  Cymbasoma similirostratum ingår i släktet Thaumaleus, och familjen Monstrillidae. Arten är reproducerande i Sverige.